# تعزيز الصحة في مكان العمل
تعزيز الصحة في مكان العمل هو الجهود المشتركة لأصحاب العمل، والموظفين، والمجتمع؛ لتحسين الصحة العقلية، والجسدية، ورفاهية الأشخاص في العمل. يشير مصطلح تعزيز الصحة في مكان العمل إلى تحليل وتصميم شامل لمستويات العمل البشري والتنظيمي؛ بهدف استراتيجي يتّضح في تطوير الموارد الصحية، وتحسينها في المؤسسة. فقد أعطت منظمة الصحة العالمية الأولوية لمكان العمل في تعزيز الصحة، بسبب الجمهور المحتمل الكبير والتأثير في جميع مجالات حياة الشخص. ينص إعلان لوكسمبورغ على إمكانية تحقيق صحة الموظفين ورفاههم في العمل بوساطة الجمع بين:
- تحسين التنظيم وبيئة العمل.
- تعزيز المشاركة النشطة.
- تشجيع التنمية الشخصية.[1]

يجمع تعزيز الصحة في مكان العمل بين التخفيف من عوامل الخطر الصحية مع تعزيز عوامل تقوية الصحة، ويسعى إلى زيادة تطوير عوامل الحماية والإمكانات الصحية. تعزيز الصحة في مكان العمل مكمل لنظام السلامة والصحة المهنيتين، الذي يتكون من حماية العمال من المخاطر. تتضمن استراتيجيات تعزيز الصحة الناجحة في مكان العمل: مبادئ المشاركة، وإدارة المشاريع، والتكامل، والشمولية.
- المشاركة: يجب إشراك جميع الموظفين في جميع مراحل البرنامج.
- إدارة المشروع: يجب أن تكون البرامج موجهة نحو دورة حل المشكلات.
- التكامل: يجب دمج البرامج في ممارسات إدارة الشركة، ويجب أن تؤثر استراتيجيات تعزيز الصحة في مكان العمل في التخطيط المؤسسي.
- الشمولية: يجب أن تتضمن البرامج استراتيجيات صحية متعددة التخصصات موجهة للأفراد وموجهة نحو البيئة.[4]

يشير تقرير صادر عن الوكالة الأوروبية للسلامة والصحة في العمل، إلى أدلة متزايدة على أنه يمكن تحقيق وفرة كبيرة في التكاليف، بالاستفادة من تنفيذ استراتيجيات تعزيز الصحة في مكان العمل، وأكثر من 90% من أماكن العمل في الولايات المتحدة، التي تضم أكثر من 50 موظفًا لديها برامج لتعزيز الصحة.

## استراتيجيات تعزيز الصحة في مكان العمل
يجب أن تكون استراتيجيات تعزيز الصحة في مكان العمل شاملة لمراعاة التنوع في القوى العاملة، والاقتصاد السلوكي هو أداة رئيسة لتنفيذ برامج الصحة في مكان العمل. تتضمن وزارة الصحة والخدمات الإنسانية في الولايات المتحدة خمسة مبادئ توجيهية إستراتيجية لتعزيز الصحة في مكان العمل في مبادرة «الأشخاص الأصحاء 2010». وتشمل هذه:
- التثقيف الصحي، الذي يركّز على تنمية المهارات، وتغيير سلوك نمط الحياة جنبًا إلى جنب مع نشر المعلومات وبناء الوعي.
- البيئات الاجتماعية والمادية الداعمة، التي تعكس توقعات المنظمة في ما يتعلق بالسلوكيات الصحية وتنفيذ السياسات التي تعزز السلوكيات الصحية.
- تكامل برنامج موقع العمل في فوائد المنظمة والبنية التحتية للموارد البشرية ومبادرات الصحة والسلامة البيئية.
- الروابط بين تعزيز الصحة والبرامج ذات الصلة، مثل مساعدة الموظفين.
- الفحوصات التي تليها تقديم المشورة والتثقيف حول أفضل طريقة لاستخدام الخدمات الطبية للمتابعة اللازمة.[8]

عمومًا، تُنفَّذ جهود تعزيز الصحة في مكان العمل على ثلاثة مستويات وظيفية:
- المستوى الأول: برامج التوعية، مثل: النشرات الإخبارية، والمعارض الصحية، والفصول التعليمية، التي قد تحسن أو لا تحسن صحة الفرد بوجه مباشر، أو تؤثر في تغيير السلوك.
- المستوى الثاني: برامج تعديل نمط الحياة، التي تتراوح مدتها من 8 إلى 12 أسبوعًا، التي تتوفر للموظفين باستمرار وتؤثر بوجه مباشر في النتائج الصحية.
- المستوى الثالث: خلق بيئة عمل تساعد الموظفين على الحفاظ على أنماط الحياة وسلوكيات صحية، مثل: مقاهٍ في مكان العمل تقدم خيارات غذائية صحية، أو توفير مرافق تمارين في مكان العمل.[9]

غالبًا، تتوافق تدخلات النشاط البدني مع المستوى الثاني لهذا النظام وقد تشمل أيضًا عناصر من المستوى الثالث. تهدف برامج مكافآت اللياقة القائمة على الحوافز إلى التأثير في سلوكيات الموظفين، وبذلك فهي تتوافق مع المستوى الأول.